# Sovietske, Djankoi
Sovietske (în ucraineană Совєтське) este un sat în comuna Kindratove din raionul Djankoi, Republica Autonomă Crimeea, Ucraina.

## Demografie
Componența lingvistică a localității Sovietske
     Rusă (78,28%)
     Tătară crimeeană (19,84%)
     Ucraineană (1,61%)
Conform recensământului din 2001, majoritatea populației localității Sovietske era vorbitoare de rusă (78,28%), existând în minoritate și vorbitori de tătară crimeeană (19,84%) și ucraineană (1,61%).